# Garofiță pitică
Garofița pitică (Dianthus gelidus sau Dianthus nardiformis) este o plantă erbacee scundă cu flori din familia Caryophyllaceae.

## Descriere
Garofița pitică are numeroase tulpini mici, de 30–60 mm, fără frunze, doar una-două perechi de frunze lățite la vârf. La capătul superior al tulpinii se găsește câte o floare cu diametrul de circa 20 mm care are cinci petale de un roz viu. Petalele sunt dințate la vârf și păroase spre bază.  Garofița pitică înflorește în iulie-august.

## Răspândire
În România crește prin pajiștile, pășunile și locurile ierboase și stâncoase din munții Carpați. Garofița pitică este o plantă endemică pentru Carpați.